# قائمة رؤساء وزراء مهاراشترا
رئيس وزراء ولاية مهاراشترا الهندية (الألفبائية الدولية للترجمة السنسكريتية: Mahārāṣṭrāce Mukhyamaṃtrī) هو رئيس حكومة ولاية مهاراشترا. يذكر دستور الهند أن الحاكم هو رئيس الولاية لكن تقع السلطة التنفيذية بحكم الأمر الواقع على عاتق رئيس الوزراء. عادة ما يدعو الحاكم الحزب (أو الائتلاف) الحاصل على أغلبية المقاعد في الجمعية التشريعية لولاية مهاراشترا لتشكيل الحكومة. يعين الحاكم رئيس الوزراء، ويكون مجلس وزرائه مسؤولاً بشكل أمام الجمعية التشريعية. مدة ولاية رئيس الوزراء خمس سنوات قابلة للتجديد بدون قيود لعدد الفترات. إذا لم يكن المعين عضوا في الجمعية التشريعية أو المجلس التشريعي لولاية مهاراشترا فينص الدستور أنه يجب انتخابه في غضون ستة أشهر من أدائه اليمين.
تأسست ولاية مهاراشترا من خلال دمج ولايتي بومباي وحيدر أباد في الأول من مايو 1960. أصبح يشوانتراو تشافان الذي كان يشغل منصب الوزير الأول الثالث لولاية بومباي منذ عام 1956 أول وزير أول لولاية مهاراشترا، كان من المؤتمر الوطني الهندي وظل في منصبه حتى انتخابات الجمعية العامة في عام 1962. خلفه ماروتراو كاناموار الذي كان الوزير الأول الوحيد الذي توفي أثناء توليه المنصب. فاسانتراو نايك، الذي شغل المنصب من ديسمبر 1963 حتى فبراير 1975 لأكثر من 11 عامًا، كان الوزير الأول الأطول خدمة، وكان أيضًا الوزير الأول الأول والوحيد الذي أكمل فترة ولاية كاملة مدتها خمس سنوات (1967-1972) حتى فعل ذلك مرة أخرى ديفيندرا فادنافيس (2014-2019). كان جميع رؤساء الوزراء من المؤتمر أو الأحزاب المنشقة عنه  باستثناء مانوهار جوشي (شيف سينا)، نارايان راني (شيف سينا)، ديفيندرا فادنافيس (بهاراتيا جاناتا)، أودهاف ثاكيراي (شيف سينا) وإكناث شيندي (شيف سينا).
حتى الآن، فرض الحكم الرئاسي في الولاية ثلاث مرات: الأولى من فبراير إلى يونيو 1980، والثانية من سبتمبر إلى أكتوبر 2014، والثالثة في 12 نوفمبر 2019.
الوزير الأول الحالي هو إكناث شيندي من حزب شيف سينا منذ 30 يونيو 2022.

## القائمة

### المفتاح
ألوان الأحزاب

### رؤساء وزراء بومباي (1937–50)
تأسست ولاية بومباي بعد الاستقلال وشهدت تغييرات متواصلة في أراضيها خلال السنوات اللاحقة. تشكلت من رئاسة بومباي ومن ولايات بارودا الأميرية والهند الغربية وكجرات (ولاية كجرات الحالية) بالإضافة إلى ولايات الدكن (التي شملت أجزاء من ولايتي مهاراشترا وكرناتكا الحاليتين).
| #                                                             | الصورة | الصورة | الاسم (العمر)                               | فترة الحكم    | فترة الحكم    | فترة الحكم        | الانتخابات (الجمعية) | الحزب                 | الحكومة | حاكم الولاية       |
| ------------------------------------------------------------- | ------ | ------ | ------------------------------------------- | ------------- | ------------- | ----------------- | -------------------- | --------------------- | ------- | ------------------ |
| 1                                                             |        |        | Sir Dhanjishah Bomanji Cooper (1878 – 1947) | 1 أبريل 1937  | 19 يوليو 1937 | 109 أيام          | 1937 (1)             | مستقل (سياسة)         | Cooper  | The Lord Brabourne |
| 2                                                             |        |        | Balasaheb Gangadhar Kher (1888 – 1957)      | 19 يوليو 1937 | 2 نوفمبر 1939 | 2 سنوات و106 أيام | 1937 (1)             | المؤتمر الوطني الهندي | Kher I  | Robert Duncan Bell |
| فرض حكم الحاكم خلال هذه الفترة (2 نوفمبر 1939 – 30 مارس 1946) |        |        |                                             |               |               |                   |                      |                       |         |                    |
| (2)                                                           |        |        | Balasaheb Gangadhar Kher (1888 – 1957)      | 30 مارس 1946  | 26 يناير 1950 | 3 سنوات و302 أيام | 1946 (2)             | المؤتمر الوطني الهندي | Kher II | Sir John Colville  |

### رؤساء وزراء ولاية بومباي (1947–60)
| #                                    | الصورة                               | الصورة                               | الاسم (العمر) الدائرة الانتخابية             | فترة الحكم                           | فترة الحكم                           | فترة الحكم                           | الانتخابات (الجمعية)                 | الحزب                                | الحكومة                              | الحاكم                               |
| رؤساء وزراء ولاية بومباي (1950–1956) | رؤساء وزراء ولاية بومباي (1950–1956) | رؤساء وزراء ولاية بومباي (1950–1956) | رؤساء وزراء ولاية بومباي (1950–1956)         | رؤساء وزراء ولاية بومباي (1950–1956) | رؤساء وزراء ولاية بومباي (1950–1956) | رؤساء وزراء ولاية بومباي (1950–1956) | رؤساء وزراء ولاية بومباي (1950–1956) | رؤساء وزراء ولاية بومباي (1950–1956) | رؤساء وزراء ولاية بومباي (1950–1956) | رؤساء وزراء ولاية بومباي (1950–1956) |
| ------------------------------------ | ------------------------------------ | ------------------------------------ | -------------------------------------------- | ------------------------------------ | ------------------------------------ | ------------------------------------ | ------------------------------------ | ------------------------------------ | ------------------------------------ | ------------------------------------ |
| 1                                    |                                      |                                      | Balasaheb Gangadhar Kher (1888 – 1957) MLC   | 26 يناير 1950                        | 21 أبريل 1952                        | 2 سنوات و86 أيام                     | 1946 (مؤقتة)                         | المؤتمر الوطني الهندي                | Kher                                 | Sir John Colville                    |
| 2                                    |                                      |                                      | مورارجي ديساي (1896 – 1995) Bulsar Chikhli   | 21 أبريل 1952                        | 31 أكتوبر 1956                       | 4 سنوات و193 أيام                    | 1952 (1)                             | المؤتمر الوطني الهندي                | Desai                                | Raja Sir Maharaj Singh               |
| رؤساء وزراء ولاية بومباي (1956–1960) |                                      |                                      |                                              |                                      |                                      |                                      |                                      |                                      |                                      |                                      |
| 3                                    |                                      |                                      | Yashwantrao Chavan (1913 – 1984) Karad North | 1 نوفمبر 1956                        | 30 أبريل 1960                        | 3 سنوات و181 أيام                    | – (1)                                | المؤتمر الوطني الهندي                | Yashwantrao I                        | Harekrushna Mahatab                  |
| 3                                    | 1957 (2)                             | Yashwantrao II                       | Yashwantrao Chavan (1913 – 1984) Karad North | 1 نوفمبر 1956                        | 30 أبريل 1960                        | 3 سنوات و181 أيام                    | Sri Prakasa                          | المؤتمر الوطني الهندي                |                                      |                                      |

## رؤساء وزراء مهاراشترا
| المفتاح - † توفي في المنصب - § عاد إلى المنصب بعد فترة غير متتالية - RES استقال - NC استقال بعد اقتراح حجب الثقة |

| #                                                            | الصورة    | الصورة         | الاسم (العمر) الدائرة الانتخابية                  | الفترة                                                                            | الفترة                                 | الفترة               | الانتخابات (الجمعية) | الحزب                                           | الحكومة          | الحاكم                    |
| ------------------------------------------------------------ | --------- | -------------- | ------------------------------------------------- | --------------------------------------------------------------------------------- | -------------------------------------- | -------------------- | -------------------- | ----------------------------------------------- | ---------------- | ------------------------- |
| 1                                                            |           |                | Yashwantrao Chavan (1913 – 1984) Karad North      | 1 مايو 1960                                                                       | 20 نوفمبر 1962                         | 2 سنوات و203 أيام    | 1957 (1)             | المؤتمر الوطني الهندي                           | Yashwantrao I    | Sri Prakasa               |
| 1                                                            | 1962 (2)  | Yashwantrao II | Yashwantrao Chavan (1913 – 1984) Karad North      | 1 مايو 1960                                                                       | 20 نوفمبر 1962                         | 2 سنوات و203 أيام    |                      | المؤتمر الوطني الهندي                           |                  | Sri Prakasa               |
| 2                                                            | 1962 (2)  |                |                                                   | Marotrao Kannamwar (1900 – 1963) Saoli                                            | 20 نوفمبر 1962                         | 24 نوفمبر 1963[†]    | 1 سنة و4 أيام        | المؤتمر الوطني الهندي                           | Kannamwar        | H. K. Chainani (بالوكالة) |
| –                                                            | 1962 (2)  |                |                                                   | P. K. Sawant (1905 – 2000) Chiplun (بالوكالة)                                     | 25 نوفمبر 1963                         | 5 ديسمبر 1963        | 10 أيام              | المؤتمر الوطني الهندي                           | Sawant           | فيجايا لاكشمي بانديت      |
| 3                                                            | 1962 (2)  |                |                                                   | Vasantrao Naik (1913 – 1979) Pusad                                                | 5 ديسمبر 1963                          | 21 فبراير 1975       | 11 سنوات و78 أيام    | المؤتمر الوطني الهندي                           | Vasantrao I      | فيجايا لاكشمي بانديت      |
| 3                                                            | 1967 (3)  | Vasantrao II   | P. V. Cherian                                     | Vasantrao Naik (1913 – 1979) Pusad                                                | 5 ديسمبر 1963                          | 21 فبراير 1975       | 11 سنوات و78 أيام    | المؤتمر الوطني الهندي                           |                  |                           |
| 3                                                            | 1972 (4)  | Vasantrao III  | Ali Yavar Jung                                    | Vasantrao Naik (1913 – 1979) Pusad                                                | 5 ديسمبر 1963                          | 21 فبراير 1975       | 11 سنوات و78 أيام    | المؤتمر الوطني الهندي                           |                  |                           |
| 4                                                            | 1972 (4)  |                | Ali Yavar Jung                                    |                                                                                   | Shankarrao Chavan (1920 – 2004) Bhokar | 21 فبراير 1975       | 17 مايو 1977         | المؤتمر الوطني الهندي                           | 2 سنوات و85 أيام | Shankarrao I              |
| 5                                                            | 1972 (4)  |                |                                                   | Vasantdada Patil (1917 – 1989) MLC انتخابه البرلمان, until 1978 Sangli, from 1978 | 17 مايو 1977                           | 18 يوليو 1978        | 1 سنة و62 أيام       | المؤتمر الوطني الهندي                           | Vasantdada I     | Sadiq Ali                 |
| 5                                                            |           | 1978 (5)       | Indian National Congress (Urs)                    | Vasantdada Patil (1917 – 1989) MLC انتخابه البرلمان, until 1978 Sangli, from 1978 | 17 مايو 1977                           | 18 يوليو 1978        | 1 سنة و62 أيام       | Vasantdada II                                   |                  | Sadiq Ali                 |
| 6                                                            |           | 1978 (5)       |                                                   | Sharad Pawar (مواليد 1940) Baramati                                               | 18 يوليو 1978                          | 17 فبراير 1980       | 1 سنة و214 أيام      | Indian Congress (Socialist)                     | Pawar I          | Sadiq Ali                 |
| فرض الحكم الرئاسي في هذه الفترة (17 فبراير – 8 يونيو 1980)   |           |                |                                                   |                                                                                   |                                        |                      |                      |                                                 |                  |                           |
| 7                                                            |           |                | A. R. Antulay (1929 – 2014) Shrivardhan           | 9 يونيو 1980                                                                      | 21 يناير 1982                          | 1 سنة و226 أيام      | 1980 (6)             | المؤتمر الوطني الهندي                           | Antulay          | Sadiq Ali                 |
| 8                                                            |           |                | Babasaheb Bhosale (1921 – 2007) Nehrunagar        | 21 يناير 1982                                                                     | 2 فبراير 1983                          | 1 سنة و12 أيام       | 1980 (6)             | المؤتمر الوطني الهندي                           | Bhosale          | Om Prakash Mehra          |
| (5)                                                          |           |                | Vasantdada Patil (1917 – 1989) Sangli             | 2 فبراير 1983[§]                                                                  | 3 يونيو 1985                           | 2 سنوات و121 أيام    | 1980 (6)             | المؤتمر الوطني الهندي                           | Vasantdada III   | Idris Hasan Latif         |
| (5)                                                          | 1985 (7)  | Vasantdada IV  | Vasantdada Patil (1917 – 1989) Sangli             | 2 فبراير 1983[§]                                                                  | 3 يونيو 1985                           | 2 سنوات و121 أيام    |                      | المؤتمر الوطني الهندي                           |                  | Idris Hasan Latif         |
| 9                                                            | 1985 (7)  |                |                                                   | Shivajirao Patil Nilangekar (1931 – 2020) Nilanga                                 | 3 يونيو 1985                           | 12 مارس 1986         | 282 أيام             | المؤتمر الوطني الهندي                           | Nilangekar       | Kona Prabhakara Rao       |
| (4)                                                          | 1985 (7)  |                |                                                   | Shankarrao Chavan (1920 – 2004) MLC انتخابه البرلمان                              | 12 مارس 1986[§]                        | 26 يونيو 1988        | 2 سنوات و106 أيام    | المؤتمر الوطني الهندي                           | Shankarrao II    | Kona Prabhakara Rao       |
| (6)                                                          | 1985 (7)  |                |                                                   | Sharad Pawar (مواليد 1940) Baramati                                               | 26 يونيو 1988[§]                       | 25 يونيو 1991        | 2 سنوات و364 أيام    | المؤتمر الوطني الهندي                           | Pawar II         | K. Brahmananda Reddy      |
| (6)                                                          | 1990 (8)  | Pawar III      | C. Subramaniam                                    | Sharad Pawar (مواليد 1940) Baramati                                               | 26 يونيو 1988[§]                       | 25 يونيو 1991        | 2 سنوات و364 أيام    | المؤتمر الوطني الهندي                           |                  |                           |
| 10                                                           | 1990 (8)  |                | C. Subramaniam                                    |                                                                                   | Sudhakarrao Naik (1934 – 2001) Pusad   | 25 يونيو 1991        | 6 مارس 1993          | المؤتمر الوطني الهندي                           | 1 سنة و254 أيام  | Sudhakarrao               |
| (6)                                                          | 1990 (8)  |                |                                                   | Sharad Pawar (مواليد 1940) MLC                                                    | 6 مارس 1993[§]                         | 14 مارس 1995         | 2 سنوات و8 أيام      | المؤتمر الوطني الهندي                           | Pawar IV         | P. C. Alexander           |
| 11                                                           |           |                | Manohar Joshi (1937–2024) Dadar                   | 14 مارس 1995                                                                      | 1 فبراير 1999                          | 3 سنوات و324 أيام    | 1995 (9)             | Shiv Sena (حزب بهاراتيا جاناتا – SHS)           | Joshi            | P. C. Alexander           |
| 12                                                           |           |                | Narayan Rane (مواليد 1952) Malvan                 | 1 فبراير 1999                                                                     | 18 أكتوبر 1999                         | 259 أيام             | 1995 (9)             | Shiv Sena (حزب بهاراتيا جاناتا – SHS)           | Rane             | P. C. Alexander           |
| 13                                                           |           |                | Vilasrao Deshmukh (1945 – 2012) Latur City        | 18 أكتوبر 1999                                                                    | 18 يناير 2003                          | 3 سنوات و92 أيام     | 1999 (10)            | المؤتمر الوطني الهندي (التحالف التقدمي المتحد)  | Deshmukh I       | P. C. Alexander           |
| 14                                                           |           |                | سوشيل كومار شيندي ‏ (مواليد 1941) Solapur South    | 18 يناير 2003                                                                     | 1 نوفمبر 2004                          | 1 سنة و288 أيام      | 1999 (10)            | المؤتمر الوطني الهندي (التحالف التقدمي المتحد)  | Sushilkumar      | Mohammed Fazal            |
| (13)                                                         |           |                | Vilasrao Deshmukh (1945 – 2012) Latur City        | 1 نوفمبر 2004[§]                                                                  | 8 ديسمبر 2008                          | 4 سنوات و37 أيام     | 2004 (11)            | المؤتمر الوطني الهندي (التحالف التقدمي المتحد)  | Deshmukh II      | Mohammed Fazal            |
| 15                                                           |           |                | أشوك تشافان (مواليد 1958) Bhokar                  | 8 ديسمبر 2008                                                                     | 11 نوفمبر 2010                         | 1 year, 11 days      | 2004 (11)            | المؤتمر الوطني الهندي (التحالف التقدمي المتحد)  | Ashok I          | S. C. Jamir               |
| 15                                                           | 2009 (12) | Ashok II       | أشوك تشافان (مواليد 1958) Bhokar                  | 8 ديسمبر 2008                                                                     | 11 نوفمبر 2010                         | 1 year, 11 days      |                      | المؤتمر الوطني الهندي (التحالف التقدمي المتحد)  |                  | S. C. Jamir               |
| 16                                                           | 2009 (12) |                |                                                   | Prithviraj Chavan (مواليد 1946) MLC انتخابه البرلمان                              | 11 نوفمبر 2010                         | 28 سبتمبرtember 2014 | 3 years, 42 days     | المؤتمر الوطني الهندي (التحالف التقدمي المتحد)  | Prithviraj       | K. Sankaranarayanan       |
| فرض الحكم الرئاسي في هذه الفترة (28 سبتمبر – 30 أكتوبر 2014) |           |                |                                                   |                                                                                   |                                        |                      |                      |                                                 |                  |                           |
| 17                                                           |           |                | Devendra Fadnavis (مواليد 1970) Nagpur South West | 31 أكتوبر 2014                                                                    | 12 نوفمبر 2019                         | 5 سنوات و12 أيام     | 2014 (13)            | حزب بهاراتيا جاناتا (التحالف الديمقراطي الوطني) | Fadnavis I       | C. Vidyasagar Rao         |
| فرض الحكم الرئاسي في هذه الفترة (12 نوفمبر – 23 نوفمبر 2019) |           |                |                                                   |                                                                                   |                                        |                      |                      |                                                 |                  |                           |
| (17)                                                         |           |                | Devendra Fadnavis (مواليد 1970) Nagpur South West | 23 نوفمبر 2019                                                                    | 28 نوفمبر 2019                         | 5 أيام               | 2019 (14)            | حزب بهاراتيا جاناتا (التحالف الديمقراطي الوطني) | Fadnavis II      | Bhagat Singh Koshyari     |
| 18                                                           |           |                | أودهاف ثاكيراي (مواليد 1960) MLC انتخابه البرلمان | 28 نوفمبر 2019                                                                    | 30 يونيو 2022                          | 2 سنوات و214 أيام    | 2019 (14)            | Shiv Sena (MVA)                                 | Thackeray        | Bhagat Singh Koshyari     |
| 19                                                           |           |                | Eknath Shinde (مواليد 1964) Kopri-Pachpakhadi     | 30 يونيو 2022                                                                     | 5 ديسمبر 2024                          | 2 سنوات و158 أيام    | 2019 (14)            | Shiv Sena (التحالف الديمقراطي الوطني)           | Eknath           | Ramesh Bais               |
| (17)                                                         |           |                | Devendra Fadnavis (مواليد 1970) Nagpur South West | 5 ديسمبر 2024                                                                     | في المنصب                              | 128 أيام             | 2024 (15)            | حزب بهاراتيا جاناتا (MY)                        | Fadnavis III     | C. P. Radhakrishnan       |